# Sam & Max

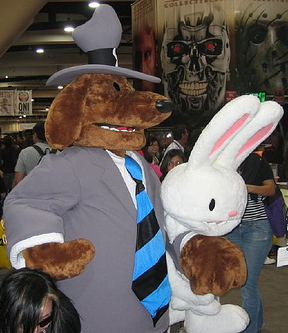
Sam och Max

Sam & Max är två seriefigurer, ett hardjur och en hund, som förutom serietidningar även har figurerat i en animerad serie: The Adventures of Sam & Max: Freelance Police (1997), samt fyra datorspel: LucasArts-äventyret Sam & Max Hit the Road (1993) och Telltales episodiska Sam & Max: Save the World (2006/2007), Sam & Max: Beyond Time & Space (2007/2008) och Sam & Max: The Devil's Playhouse (2010). Figurerna debuterade i en egen serietidning 1987 av den amerikanske tecknaren Steve Purcell, som senare även var inblandad i skapandet av spelen och tv-serien.
Sam, en 183 centimeter lång, upprättgående, antropomorfisk avspänd hund med fedorahatt och detektivklädsel som yttre attribut, är duons rationella del. Sams följeslagare, tillika kompanjon och motpart - Max, är en hyperaktiv, spirituell, evigt flinande, kaninliknande figur med en humoristisk fallenhet för vapen och våld, gärna oprovocerat sådant.
Sam och Max är yrkesverksamma som privatdetektiver, men föredrar att kalla sig "frilansande polis". De får sina åtagelser via telefonsamtal från "The Commissioner", en osedd karaktär vars historia är okänd. Deras fortskaffningsmedel, en till synes oförstörbar svartvit DeSoto Adventurer, använder de för att besöka avlägsna platser som till exempel New Orleans, Filippinerna, forntida Egypten och till och med månen (en resa de åstadkom genom att proppa ljuddämparen full med tusentals tändstickshuvuden).
Deras brottsbekämparteknik består huvudsakligen i att de viftar sina överdimensionerade vapen inför brottslingar i avskräckande syfte.

## Förekomst i egna äventyr

### Serier
- "Monkeys Violating the Heavenly Temple" (1987)
- "Night of the Gilded Heron-Shark" (1987)
- "Night of the Cringing Wildebeest" (1987)
- "Fair Wind to Java" (1988)
- "On the Road" (1989)
- "The Damned Don't Dance" (1990)
- "Bad Day on the Moon" (1992)
- "Beast From the Cereal Aisle" (1992)

### Datorspel
- Sam & Max Hit the Road (1993)
- Sam & Max: Save the World (2006–2007)
- Sam & Max: Beyond Time & Space (2007-2008)
- Sam & Max: The Devil's Playhouse (2010)

### Tv-serier
- The Adventures of Sam & Max: Freelance Police (1997/1998)